# 朗克里克鎮區 (伊利諾伊州梅肯縣)
朗克里克鎮區（英語：Long Creek Township）是位於美國伊利諾伊州梅肯縣的一個行政鎮區。

## 地方資料
根據2010年美國人口普查的數據，朗克里克鎮區的面積為101.00平方千米，當中陸地面積為99.00平方千米，而水域面積為2.00平方千米。當地共有人口10289人，而人口密度為每平方千米101.87人。